# Rytigynia glabrifolia
Rytigynia glabrifolia là một loài thực vật có hoa trong họ Thiến thảo. Loài này được (De Wild.) Robyns miêu tả khoa học đầu tiên năm 1928.